# Niagara Movement
Le Niagara Movement était une organisation afro-américaine créé en juillet 1905 à l'initiative de W. E. B. Du Bois et William Monroe Trotter pour abolir toutes les formes de discrimination raciale entravant l'exercice du droit de vote des Afro-Américains tel que garanti par le quatorzième amendement de la Constitution des États-Unis de 1868, accordant la citoyenneté à toute personne née ou naturalisée aux États-Unis et interdisant toute restriction à ce droit, et le quinzième amendement de la Constitution des États-Unis, de 1870, garantissant le droit de vote à tous les citoyens des États-Unis et par conséquent aux anciens esclaves, ainsi que le libre accès à l'éducation, à l'emploi et au logement sur l'ensemble des différents états constituant les États-Unis. Mouvement qui aboutira en 1909 à la création de la National Association for the Advancement of Colored People (NAACP) dans laquelle il se fondit 

## Histoire
Sa réunion inaugurale rassembla 29 délégués venus de 14 États dans la ville de Niagara Falls au Canada, choisie pour avoir été le terminus de plusieurs tracés du chemin de fer clandestin qui permettaient aux esclaves fugitifs de trouver refuge hors des États-Unis,,,,.
Le manifeste adopté à l'issue de la réunion déclarait s'opposer à toute forme de ségrégation raciale, aux lois Jim Crow, à la remise en cause du droit de vote des Noirs (disfranchisement), générale dans le Sud du pays. Il marquait également son opposition à l'égard de la politique de conciliation et d'accommodation défendue par le leader afro-américain Booker T. Washington,.